# Эйда (город, Миннесота)
Эйда (англ. Ada) — город в округе Норман, штат Миннесота, США. На площади 3,5 км² (3,5 км² — суша, водоёмов нет), согласно переписи 2002 года, проживают 1657 человек. Плотность населения составляет 476,6 чел./км².
- Телефонный код города — 218
- Почтовый индекс — 56510
- FIPS-код города — 27-00172[1]
- GNIS-идентификатор — 0639200[2]